# Josep Escofet i Vilamasana
Josep Escofet i Vilamasana   (Piera, 1884 - Barcelona, desembre 1945) fou un periodista i escriptor català.
Residí uns quants anys a l'Havana i a Mèxic. En aquesta darrera ciutat va néixer el 27 de novembre de 1905 la seva filla Pilar Escofet i Benítez (1905-1937), fruit del seu matrimoni amb Josefina Benítez. Pilar Escofet fou professora d'institut vinculada a la Junta per a l'Ampliació d'Estudis. Josep Escofet utilitzà el pseudònim de Fausto per fer les cròniques i crítiques musicals a La Vanguardia, diari que del 1920 al 1933 va ser codirector en col·laboració amb Agustí Calvet, Gaziel. L'any 1933 va marxar a dirigir la redacció del diari a Madrid.
Publicà biografies de divulgació, com a Sor Juana Inés de la Cruz (1910) i Juan Ponce de León (1924), sovint amb el pseudònim de Juan Cabal.
Després de la guerra civil espanyola va ser sotmès a un consell de guerra sumaríssim, sent condemnat a dotze anys de presó per resolució de 1942.